# In Flames
In Flames er et melodisk dødsmetal-band, som blev dannet af guitaristen Jesper Strömblad i 1990 i Göteborg, Sverige. Sammen med bandene At the Gates og Dark Tranquillity var In Flames med til at udvikle genren, der senere blev kendt som melodisk dødsmetal eller Göteborg-lyden.
På de første tre albums havde bandet en ret varierende besætning, hvor et større antal studiemusikere også bidrog, men ved udgivelsen af Colony fik gruppen etableret en stabil medlemsopstillingen. Ved publiceringen af det sjette album Reroute to Remain viste bandet en ny musikstil, der bevægede sig længere væk fra melodisk dødsmetal, og den fik flere inkarnerede metal-fans til at holde op med at lytte til dem. Men i stedet begyndte andre at lytte mere til dem, hvilket øgede deres salgstal. Til dato har bandet solgt over 2 millioner albums og udgivet elleve studiealbums, hvoraf det næstnyeste er Sounds of a Playground Fading, som udkom i juni 2011. Den 12. februar 2010 valgte Jesper Strömblad, der dannede In Flames tilbage i 1993, at forlade bandet som følge af sine alkoholproblemer.
In Flames har været nomineret til tre Grammiser, (den svenske udgave af en Grammy Award) og vandt i 2004 en Grammis
i kategorien "Årets hårdrock" med albummet Soundtrack To Your Escape. Deres ottende album Come Clarity bragte dem endnu en Grammis i samme kategori som det forrige.

## Begyndelsen (1990-1993)
In Flames blev dannet i 1990 af guitaristen Jesper Strömblad, som spillede i dødsmetal-bandet Ceremonial Oath. Strömblad ønskede at skrive sange, der fulgte en mere melodisk og progressiv retning. Dette var ikke muligt i Ceremonial Oath, og han valgte at forlade denne gruppe for at fokusere på sit nydannede projekt In Flames. Guitarist Anders Iwers sluttede sig til ham, men bakkede ud igen allerede i 1992, inden de overhovedet havde nået at indspille eller publicere nogen udgivelser.
I 1993 sluttede guitarist Glenn Ljungström og bassist Johan Larsson sig til Strömblad. Sammen begyndte de at indspille en demo, hvor Iwers hjælpsomt bidrog som midlertidig lead guitarist, og Mikael Stanne fra Dark Tranquillity fungerede som vokalist. Demoen ved navn Promo Demo '93 blev færdig i 1993, og de sendte den derpå til pladeselskabet Wrong Again Records. Samme nat ringede ejeren dem op og fortalte, at han kunne lide deres musik. I et forsøg på at øge chancerne for at få en pladekontrakt løj de om, at de havde 13 sange klar. Derved fik gruppen en kontrakt over telefonen, og på grund af deres løgn måtte de på 24 timer udarbejde materiale til et helt album. Alle sangene fra demoen blev inddraget og ændret lidt, eksempelvis sangen "In Flames", hvor den akustiske intro blev droppet.

## Lunar StrainogSubterranean(1994-1995)
I efteråret 1993 tog Jesper Strömblad, Glenn Ljungström og Johan Larsson til Studio Fredman for at indspille deres debutalbum, Lunar Strain. De havde i denne anledning fået hjælp af flere bekendte som Anders Iwers, guitarist Carl Näslund, guitarist og baggrundsvokalist Oscar Dronjak, den kvindelige sanger Jennica Johansson, violinist Ylva Wåhlstedt og vokalist Mikael Stanne. Strömblad kom til at fungere som både guitarist, trommeslager og keyboardspiller. Det musikalske indhold fremviste en fusion af aggressivt guitarspil, growlende vokal og blast beat fra dødsmetal med melodiske elementer som akustiske passager og inspirationer fra Iron Maiden, Black Sabbath og Judas Priest. Albummet udkom i august 1994 og blev en succes i undergrundsmiljøet og bidrog til udviklingen af den genre, der senere hen blev kendt som melodisk dødsmetal.
I sommeren 1994 tog bandet atter til Studio Fredman, denne gang for at indspille ep'en Subterranean, der blev udgivet samme år. Endnu engang havde gæstemusikere bidraget under indspilningerne. Henke Forss fra Dawn sang, Daniel Erlandsson og Anders Jivarp deltes om trommespillet, og Oscar Dronjak bidrog med baggrundsvokal i sangen "Stand Ablaze".
Subterranean blev In Flames' gennembrud, der skubbede dem op fra undergrundscenen og hjalp dem til en kontrakt med det tyske pladeselskab Nuclear Blast.
I 1994 indspillede gruppen også en coverversion af Metallicas sang "Eye of the Beholder" til Metallica-hyldestalbummet Metal Militia Volume 1 lavet af Black Sun Records. Robert Dahne fra thrash metal-bandet Ancient Slumber bidrog her med vokalen til sangen. Indtil videre havde gruppen været meget afhængig af studie- og gæstemusikere, der kunne hjælpe dem med pladeindspilninger og til koncertoptrædener, og det var de efterhånden trætte af. I en periode afholdt de audition for forskellige vokalister, deriblandt Jocke Göthberg til sangen "Dead Eternity" og Per Gyllenbäck til "The inborn Lifeless." Til sidst faldt valget på Dark Tranquillitys tidligere forsanger Anders Fridén. De manglede derved kun en trommeslager, og denne plads fik Björn Gelotte. I november var det derfor et fast band, der gik i studiet for at indspille næste album.

## The Jester Race(1996)
In Flames' andet album The Jester Race blev udgivet i februar 1996. Selvom bandet havde fået en stabil besætning, ydede gæste- og studiemusikere stadig deres bidrag. Oscar Dronjak optrådte som baggrundsvokalist på sangen "Dead Eternity", der oprindeligt stammede fra Subterranean-ep'en, Kaspar Dahlqvist fra Treasure Land indspillede keyboardpassagerne på sangen "Wayfaerer", og Fredrik Johansson fra Dark Tranquillity spillede leadguitar på nummeret "December Flower". Den musikalsk stil blandede melodiske elementer og indflydelse fra 1980'ernes heavy metal-bands som Judas Priest og Dio med thrash- og dødsmetal. Med Nuclear Blast som distributør var det muligt at få albummet udgivet over hele verden, hvilket gav dem en større succes og gjorde, at de fik en øget opmærksomhed i Europa og Japan, hvor bandet gav pladeselskabet Toy´s Factory bevilling til at distribuere deres udgivelser. Bandet havde dog endnu ikke opnået at komme på nogen officielle histlister, så succesen var mest i undergrundsmiljøet. Sammen med Dark Tranquillitys album The Gallery blev The Jester Race en milepæl indenfor den melodiske dødsmetal bevægelse, der opstod i 1990'erne.
Bandet deltog i efteråret på Out of the Darkness-festivalen i Tyskland, hvor andre bands som Dimmu Borgir, Cradle of Filth og Dissection også optrådte. Senere hen var de også på festivalturné med Samael, Grip Inc. og Kreator.

## Whoracle(1997-1998)
I 1997 udgav In Flames ep'en Black-Ash Inheritance, som gav en forsmag på nogle af sangene til det kommende album. På genudgivelsen af The Jester Race i 2002 var alle disse sange også inkluderet. I oktober samme år blev In Flames' tredje studiealbum Whoracle udgivet. Musikalsk indeholdt albummet stadig en form for blanding af dødsmetal og melodi, som eksempelvis den growlende vokal blandet sammen med de akustiske guitarpassager som i sangen "Gyroscope". Whoracle var også In Flames' første udgivelse, der opnåede placering på en hitliste, nemlig i Tyskland hvor den blev placeret som nummer 78, hvorfra den dog udgik igen efter en uge. Vincent Jeffries fra All Music Guide priste Whoracle og anså det for et vigtigt album inden for den melodiske dødsmetal-bevægelse.
Efter udgivelsen valgte både Glenn Ljungström og Johan Larsson pludselig at forlade bandet, hovedsageligt på grund af familie og arbejde. Strömblad kendte dog bassisten Peter Iwers, der i årene før havde været inde og ude af forskellige bands og på nuværende tidspunkt holdt en pause fra det hele. Anders Fridén spurgte derfor Iwers, og han takkede ja til tilbuddet, da han godt kunne lide In Flames på grund af deres blanding af aggression og melodier. Udover ham blev guitaristen Niclas Engelin også rekrutteret, hvorefter gruppen tog på turné med Dimmu Borgir. Efter turnéen takkede begge musikere ja til at blive permanente medlemmer af bandet. I marts 1998 lavede In Flames' japanske pladeselskab Toy´s Factory et Iron Maiden-hyldestalbum ved navn Made in Flames, hvor In Flames bidrog med en coverversion af Iron Maidens sang "Murders In The Rue Morgue".
In Flames tog derefter på turné i Europa og Japan, hvor de spillede to koncerter og blev godt modtaget. Da de kom tilbage til Sverige, valgte Niclas Engelin at forlade bandet på grund af interne uenigheder og det faktum, at han hellere ville fokusere på sit andet band Gardenian. Björn Gelotte skiftede derefter fra trommer til guitar, og Daniel Svensson fra Sacrilige blev rekrutteret som den nye trommeslager. I slutningen af 1998 tog gruppen til Studio Fredman for at indspille deres fjerde album.

## ColonyogClayman(1999-2001)
In Flames' fjerde album Colony blev udgivet den 22. juni 1999. På udgivelsen bidrog flere gæstemusikere, blandt andet Kee Marcello fra Europe, der spillede leadguitar på nummeret "Coerced Coexistence", produceren Fredrik Nordström som indspillede hammondorgel, og Niklas Sundin fra Dark Tranquillity, der hjalp Anders Fridén med oversættelsen af sangteksterne til engelsk. Peter Iwers bidrog ikke meget til albummet, da han på dette tidspunkt havde fået et barn, og Dick Lövgren fra Arch Enemy optrådte derfor som substitut for ham. Musikalsk blandede albummet, ligesom de forrige udgivelser, klassisk heavy metal-lyd med dødsmetal. Udover det var der også tilføjet progressive elementer, som var med til at skabe en episk stemning i sangene. Til forskel fra tidligere var de akustiske passager på de forskellige numre svundet ind, med undtagelse af det instrumentale spor "Pallar Anders Visa". Colony viste sig at blive en rimelig stor succes og nåede en plads som nummer 69 på den tyske hitliste og nummer 34 i deres hjemland.
I sommeren efter udgivelsen tog In Flames på turné i både Europa, USA og Japan. Til de senere optrædener vendte Peter Iwers tilbage til bandet, og den 18. december 1999 spillede gruppen en koncert i London sammen med Cradle of Filth og Arch Enemy. In Flames blev utrolig inspireret af turnéen og oplevelserne i USA, og så snart de kom hjem til Sverige gik de i studiet for at indspille deres næste album. Gelotte forklarede, at før i tiden måtte bandet leje studietid for at få tingene sat i gang med musikken og inspirationerne, de var utroligt dovne. Efter de kom hjem fra turnéen, kunne de ikke stoppe med at skrive sange, og ønskede det heller ikke. Efter tre måneder i studiet udgav In Flames så deres femte studiealbum Clayman i august 2000. Musikalsk viste albummet tegn på en smule forandring, men hovedsageligt var stilen baseret på en sammenblanding af hurtighed, melodi og aggression. Albummet blev en stor succes og overgik de tidligere udgivelsers salg i løbet af få måneder. Den nåede højere op på de europæiske hitlister, deriblandt som nummer 69 i Tyskland og nummer 34 i Sverige. Bandets popularitet fortsatte derved også med at vokse. In Flames tog efterfølgende på turné i USA, hvor de optrådte sammen med bandene Earth Crisis og Skinlab. I november 2000 tog gruppen også til Storbritannien, hvor de turnerede sammen med Slipknot. På denne måde kom bandet til at optræde for et helt nyt publikum. Dette stemplede dem dog også af nogle fans som "sell outs."
Samme måned optrådte de i Japan, hvor der blev indspillet et livealbum under deres show i Tokyo. Albummet fik titlen The Tokyo Showdown og blev udgivet i september 2001. I Sverige fik det en rimelig modtagelse og havde bedste placering som nummer 43 på den svenske hitliste.

## Reroute to Remain(2002-2003)
I april 2002 tog bandet endnu engang til USA, hvor de turnerede med Iced Earth, Jag Panzer og senere hen Slayer. Da turnéerne var afsluttet, gik In Flames i studiet for at indspille et nyt album. Samtidig blev deres gamle Metallica coversang "Eye of the Beholder" fra 1994 genudgivet på Nuclear Blasts hyldestalbum til Metallica.
I september 2002 blev In Flames' sjette album Reroute to Remain udgivet. Til forskel fra alle de tidligere udgivelser var dette hverken indspillet i Studio Fedman eller produceret af Fredrik Nordström. Det musikalske indhold viste sig at være meget eksperimenterende og havde indflydelser fra nu metal og rap metal, hvilket eksempelvis kunne høres i nogle af sangenes omkvæd. Det melodiske præg og deres karakteristiske riffs forblev de samme med de nævnte tilføjelser sammen med mere vægt på elektronisk lyd. Albummet blev taget godt imod og nåede som In Flames' første album ind på de amerikanske hitlister, hvor det nåede en højeste placering som nummer 13 på Top Independent Albums-listen, og som nummer 5 i hjemlandet. "Cloud Connected" fra Reroute to Remain blev bandets første single nogensinde. Den nye måde at eksperimentere med musikken på fik nogle af de gamle og mere inkarnerede metal-fans til at stoppe med at lytte til dem, men den tiltrak samtidig et helt nyt publikum.
I marts 2003 tog In Flames på turné i Nordamerika sammen med Ministry og Mudvayne, hvilket atter gav dem et helt nyt publikum. Samme forår blev deres ep Trigger udgivet, og den indeholdt blandt andet en coverversion af Genesis' sang "Land of Confusion". Til ep'ens titelspor blev der optaget en musikvideo, hvor man så gruppen kæmpe med Soilwork og deres nummer "Rejection Role".
I sommeren 2003 meldte Linkin Park afbud til Sveriges største musikfestival, Hultsfredsfestivalen. In Flames kom derfor til at afløse dem, og allerede dagen efter blev de tilbudt som støtteband til Metallica i Madrid, hvor de kom til at spille for over 30.000 mennesker, hvilket var det største publikum, bandet havde spillet for, når man ser bort fra festivaler.

## Soundtrack to Your Escape(2004-2005)
In Flames havde allerede begyndt indspilningerne til deres syvende album i 2003, hvor de lejede et lille hus i Danmark. Denne indspilningsproces, som de døbte "The Tuborg Sessions", resulterede i 11 sange, og to mere fulgte, da bandet gik i gang med den næste indspilningsproces, hvor de lejede et større hus i Danmark til at skabe den rette atmosfære. Kun trommerne blev indspillet i Dug-Out studiet.
Albummet fik navnet Soundtrack to Your Escape og blev udgivet i marts 2004. Musikalsk byggede det videre på den nye stil fra Reroute to Remain. Anders Fridén brugte et hav af forskellige vokalstile, som også inkluderede den fra de ældre udgivelser. Guitarerne vekslede meget mellem sangene fra at være tunge til mere strømmende. Indflydelserne fra industrial metal kom endnu mere til syne på dette album end på det forrige. In Flames udgav i denne anledning deres anden single "The Quiet Place", som der senere blev optaget en musikvideo til.
Soundtrack to Your Escape fik en god modtagelse og solgte den første uge på markedet i USA 10.659 eksemplarer. Albummet kom denne gang endnu højere op på de amerikanske hitlister, hvor den blandt andet nåede nummer 145 på Billboard 200 hitlisten og nummer 2 på Top Heatseekers. Også i Europa blev den godt modtaget, og det blev eksempelvis til en placering som nummer 25 på Østrigs hitliste, nummer 28 i Tyskland og nummer 2 i hjemlandet. I Sverige var det ikke kun Soundtrack to Your Escape, der blev placeret højt på hitlisterne, også singlen "The Quiet Place" havde succes og blev nummer 2 på listen.
Bandets gamle pladeselskab Regain Records valgte på samme tidspunkt at genudgive Lunar Strain og Subterranean med ekstra spor tilføjet. I juni blev In Flames tildelt Metal Hammers pris "bedste undergrundsband." I september tog bandet på en Australiensturné sammen med Chimaira, og senere samme måned gav de to specielle shows i Los Angeles Roxy og New York. Efterfølgende vendte In Flames tilbage til Sverige, hvor guitaristerne Björn Gelotte og Jesper Strömblad begyndte at arbejde på nyt materiale.
I februar 2005 var In Flames klar med en ny turné, hvor de denne gang var støtteorkester for Judas Priest på deres turné i Europa. Gennem hele foråret var bandet i Dug-Out Studios, hvor de var i gang med at indspille deres nye album. I mellemtiden udkom dvd-sættet Used & Abused - In Live We Trust også. Gruppen valgte endvidere et pladeselskab ekstra, som endte med at blive Ferret, der kunne sikre dem en bedre distribution i Nordamerika.

## Come ClarityogA Sense of Purpose(2006-)
Da bandet var i gang med at indspille deres næste album, fik det den foreløbige titel Crawl Through Knives, der dog blev ændret til Come Clarity,, inden det blev udgivet i marts 2006. Grunden til navneændringen var, at Come Clarity passede bedre ind i sangteksterne, hvis gennemgående tema var at finde en mening med livet. Musikalsk blandede albummet deres tidligere og nye stil sammen. Dette kunne blandt andet høres på det øgede musiktempo, neo thrash numrene og det melodiske præg fra de tidligere udgivelser kombineret med en mere atmosfærisk musik.
Come Clarity blev også godt modtaget og solgte over 24.000 eksemplarer den første uge på markedet i USA, og albummet nåede placeringen som nummer 58 på Billboard hitlisten. Sangen "Take This Life" kom med i "Guitar Hero III"-spillet. Samme år tog In Flames med Sepultura på turné og deltog efterfølgende i The Unholy Alliance Tour. Efter turnéens afslutning forblev bandet i Nordamerika i december måned for at deltage i nogle flere optrædende, denne gang med Seemless og Lacuna Coil. Jesper Strömblad holdt på dette tidspunkt pause af personlige årsager, og deres gamle guitarist Niclas Engelin afløste ham midlertidigt. Björn Gelotte stod over for at skulle være far og var derfor også nødt til at springe over. Henrik Danhage besatte derfor midlertidigt hans plads. I samme periode udgav Black Lodge Records også en Come Clarity-ep i vinyl i begrænset oplag.
I september 2007 drog In Flames til deres eget IF Studios for at indspille det niende album. Under indspilningerne udgav de to dagbogsdokumentarer, som dækkede over indspilningsprocessen. Samme år bidrog bandet til opsamlingsalbummet Viva La Bands, Volume 2 med sangen "Abnegation".
Den 7. marts 2008 udgav In Flames singlen "The Mirror's Truth", dog udelukkende i Europa. Bandet havde på dette tidspunkt allerede indspillet musikvideoen til titelsporet "The Mirror's Truth", som var den eneste sang fra singlen, der var inkluderet på det kommende album. Albummet fik navnet A Sense of Purpose og blev udgivet i april 2008. I anledning af denne udgivelse blev In Flames' første bokssæt nogensinde ligeledes udgivet, og det havde også titlen A Sense of Purpose. Det udkom i et oplag på 1.500 eksemplarer og bestod af albummet A Sense of Purpose, en dvd-dokumentar om indspilningerne af albummet samt et labyrintspil med en tilhørende kugle, hvor deres logo var på.
Selve studiealbummet blev vel modtaget og nåede førstepladsen på Top Independent Albums og nummer 28 på Billboard 200 hitlisten.
In Flames vil i løbet af 2008 deltage i Gigantour 3 med bandene Megadeth, Children of Bodom, Job For A Cowboy, og High on Fire.
Udover dette er en verdensturné også planlagt, hvor blandt andet deltagelse i The Unholy Alliance-turnéen, og til Download Festival finder sted.
Den 12. februar 2010 blev det annonceret, at Jesper Strömblad forlod In Flames, som følge af sine alkoholproblemer:
| Citat                                         | Jeg har besluttet, det er bedst for mig, at forlade In Flames permanent. De sidste 17 år har været mega fede, og jeg er stolt af at have været en del af denne fantastiske rejse med de mest talentfulde og fantastiske mennesker nogen kunne ønske sig, at have arbejdet med. Jeg er den heldigste fyr i verden for at have de BEDSTE fans i verden, som har støttet mig i de svære tider. Det betyder alt for mig, og jeg er besluttet på at bekæmpe mine indre dæmoner en gang for alle..., og med hjælp fra jer drenge er jeg på vej. Jeg er langt fra færdig med musik , metal eller hvorend min vej bringer mig, så vær sikker på at høre fra mig i fremtiden. | Citat |
| Jesper Strømblad om sin afsked med In Flames. | |       |

Om episode udtalte de resterende medlemmer: "Vi mister en god guitarist, men for at kunne beholde en god ven er dette nok det bedste (...) Vi er og vil altid stå bag Jesper 100% på hans vej mod heling."

## Musikalsk stil, indflydelse og logo
Jesper Strömblad dannede In Flames for at skrive musik, der blandede Iron Maidens guitarstil med dødsmetal.
In Flames' musikalske stil er karakteriseret ved harmoniseret leadguitarmelodier, hvor der i sangene af og til forekommer akustiske passager. På tidlige udgivelser som The Jester Race brugte In Flames ofte to harmoniserede leadguitarer til at spille over en rytmeguitar, men bandet bevægede sig dog senere væk fra denne tendens, da der kun var to guitarister i bandet, og det derfor var svært at spille sangene live. Lige siden Reroute to Remain har gruppen skrevet sange med fokus på at kunne spille dem live. På deres debutalbum Lunar Strain var violiner også taget i brug, men dette indslag forekom først igen på sangen "Metaphor" fra Reroute to Remain. Lige siden det første album har keyboards også været brugt, men bandet har valgt aldrig at skrive sange bygget op omkring dem og derved kun tilføjet keyboardpassagerne, når de passede ind i sangene. Til dato har de ikke anvendt en fuldtids-keyboardspiller. In Flames' vokalstil er karakteriseret ved brugen af growl, som af og til bliver varieret med rensang. På nyere albums som Come Clarity har bandet gjort mere ud af rensangen, især i omkvædene.

### Sangskrivning
Gennem In Flames' karriere har indholdet af deres sangtekster varieret en del. På de tidlige udgivelser som eksempelvis The Jester Race og Whoracle fokuserede de meget på astrologi, menneskeheden og andre verdensomspændende temaer.
På de nyere albums har sangteksterne mest omhandlet venskaber og personlige problemer.
Om dette har Anders Fridén sagt:
| Citat | Jeg tror, vi er gået fra alle de leksikonord, du ved, når man prøver at finde sære ord i ordbogen. Jeg prøver at kommunikere mere med folk. Vi må tænke over alt det hele tiden, fordi vi har ældre og yngre fans. Jeg vil gerne kunne kommunikere med dem alle. Jeg mener, før i tiden var det fedt at have alle disse smarte ord, men nu vil jeg gerne være mere direkte. Jeg har ændret min skrivestil. | Citat |
|       | |       |

### Indflydelse
Sammen med Dark Tranquillity og At the Gates anses In Flames som pionerer inden for genren melodisk dødsmetal eller Göteborg-lyden, der opstod i 1990'erne. Især deres album The Jester Race, At the Gates' Slaughter of the Soul og Dark Tranquillitys The Gallery har været vigtige milepæle i definitionen af melodisk dødsmetal.
In Flames har efterfølgende inspireret mange bands og været en direkte inspiration for metalcore-bevægelsen, da blandt andet As I Lay Dying, Darkest Hour og Still Remains har nævnt dem som en af deres store inspirationskilder. Bandet har også haft stor indflydelse på de efterfølgende melodiske dødsmetal-bands som Insomnium, Omnium Gatherum, Blood Stain Child, og Now Until the Hour.
I et interview nævnte Anders Fridén dog sin holdning til bands der var inspireret af dem:
| Citat                                             | Ærlig talt bliver det rimelig irriterende. De gør, hvad de gør, og vi gør, hvad vi gør, og det er det. Vi var der før de bands og vil stadig være der, efter de er væk. Det er temmelig smigrende, at nogle bands påstår at have fået inspiration fra os, men det er deres problem, hvis deres musik ikke udvikler sig. Vi har fået inspiration fra mange bands: Judas Priest, Iron Maiden, nogen dødsmetal-bands, speed metal... Men vi endte ikke bare med at kopiere dem. | Citat |
| Interview med Anders Friden af RockHard magazine. | |       |

### The Jester Head
Da In Flames var i gang med indspilningerne til deres andet album The Jester Race, kom Anders Fridén og Niklas Sundin på den ide at lave et logo/maskot til bandet. Resultatet af dette blev the Jester Head, der først dukkede op på albumsomlaget til The Jester Race og lige siden har den været med i forskellige former på gruppens studiealbums, nogle gange som en sang, andre gange på albumsomlaget. The Jester Head har også været med på meget af In Flames' merchandise og været med på bannere som en del af bandets koncertoptrædener. I anledning af deres niende studiealbum, A Sense of Purpose, er en officiel In Flames-fanside opstået, og her er the Jester Head sidesymbol og domænenavn.

## Medlemmer

### Nuværende medlemmer
- Anders Fridén – Vokal (1995– )
- Björn Gelotte – Guitar (1995– )
- Chris Broderick – Guitar (2022– )
- Peter Iwers – Bas (1997– )
- Daniel Svensson – Trommer (1998– )

### Tidligere medlemmer
- Glenn Ljungström – Guitar (1993–1997)
- Johan Larsson – Bas (1993–1997)
- Jesper Strömblad – Guitar (1990– 2010)

### Midlertidige musikere
- Anders Jivarp – Trommer (Subterranean)
- Carl Näslund – Guitar (Lunar Strain)
- Charlie Storm – Keyboard (Colony og Clayman)
- Daniel Erlandsson – Trommer (Subterranean)
- Fredrik Nordström – Keyboard (The Jester Race)
- Henke Forss – Vokal (Subterranean)
- Jocke Göthberg -	Vokal (Subterranean)
- Mikael Stanne – Vokal (Lunar Strain)
- Örjan Örnkloo – Keyboard (Reroute to Remain, Soundtrack to Your Escape og Come Clarity)

## Diskografi
| - 1994: Lunar Strain - 1996: The Jester Race - 1997: Whoracle - 1999: Colony - 2000: Clayman - 2002: Reroute to Remain - 2004: Soundtrack To Your Escape - 2006: Come Clarity - 2008: A Sense of Purpose - 2011: Sounds of a Playground Fading - 2014: Siren Charms - 2016: Battles - 2019: I, the Mask - 2023: Foregone - 1993: Promo Demo '93 (Demo) - 1994: Subterranean (Ep) - 1997: Black-Ash Inheritance (Ep) - 2001: The Tokyo Showdown (Livealbum) - 2003: Trigger (Ep) - 2006: Come Clarity (Ep) | |
| - 2002: "Cloud Connected" - 2004: "The Quiet Place" - 2008: "The Mirror's Truth" | - 1997: Live & Plugged – delt film med EverEve og Darkseed (vhs) - 2005: Used and Abused: In Live We Trust (dvd) |